# Гресторп (община)
Община Гресторп (на шведски: Grästorps kommun) е разположена в лен Вестра Йоталанд, югозападна Швеция с обща площ 281 km2 и население 5641 души (към 31 декември 2013). Административен център на община Гресторп е едноименния град Гресторп.